# Olbiogaster danista
Olbiogaster danista är en tvåvingeart som beskrevs av Stone 1966. Olbiogaster danista ingår i släktet Olbiogaster och familjen fönstermyggor.
Artens utbredningsområde är Dominica. Inga underarter finns listade i Catalogue of Life.